# Nagroda Grammy w kategorii Best Rock Performance by a Duo or Group with Vocal
Nagroda Grammy w kategorii Best Rock Performance by a Duo or Group with Vocal przyznawana była w latach 1980-2011. Rekordzistą tej kategorii jest zespół U2, który zdobył w sumie aż 7 statuetek.

## Lata 2000.
- Nagroda Grammy w 2011
  - The Black Keys za "Tighten Up"
- Nagroda Grammy w 2010
  - Kings of Leon za "Use Somebody"
- Nagroda Grammy w 2009
  - Kings of Leon za "Sex on Fire"
- Nagroda Grammy w 2008
  - The White Stripes za "Icky Thump"
- Nagroda Grammy w 2007
  - Red Hot Chili Peppers za "Dani California"
- Nagroda Grammy w 2006
  - U2 za "Sometimes You Can’t Make It on Your Own"
- Nagroda Grammy w 2005
  - U2 za "Vertigo"
- Nagroda Grammy w 2005
  - Bruce Springsteen & Warren Zevon za "Disorder in the House"
- Nagroda Grammy w 2004
  - Coldplay za "In My Place"
- Nagroda Grammy w 2002
  - U2 za "Elevation"
- Nagroda Grammy w 2001
  - U2 za "Beautiful Day"
- Nagroda Grammy w 2000
  - Everlast & Santana za "Put Your Lights On"

## Lata 90.
- Nagroda Grammy w 1999
  - Aerosmith za "Pink"
- Nagroda Grammy w 1998
  - The Wallflowers za "One Headlight"
- Nagroda Grammy w 1997
  - Dave Matthews Band za "So Much to Say"
- Nagroda Grammy w 1996
  - Blues Traveler za "Run-around"
- Nagroda Grammy w 1995
  - Aerosmith za "Crazy"
- Nagroda Grammy w 1994
  - Aerosmith za "Livin' on the Edge"
- Nagroda Grammy w 1993
  - U2 za Achtung Baby
- Nagroda Grammy w 1992
  - Bonnie Raitt & Delbert McClinton za "Good Man, Good Woman"
- Nagroda Grammy w 1991
  - Aerosmith za "Janie's Got a Gun"
- Nagroda Grammy w 1990
  - Traveling Wilburys za Traveling Wilburys Vol. 1

## Lata 80.
- Nagroda Grammy w 1989
  - U2 za "Desire"
- Nagroda Grammy w 1988
  - U2 za The Joshua Tree
- Nagroda Grammy w 1987
  - Eurythmics za "Missionary Man"
- Nagroda Grammy w 1986
  - Dire Straits za "Money for Nothing"
- Nagroda Grammy w 1985
  - Prince & the Revolution za Purple Rain – Music From the Motion Picture
- Nagroda Grammy w 1984
  - The Police za Synchronicity
- Nagroda Grammy w 1983
  - Survivor za "Eye of the Tiger"
- Nagroda Grammy w 1982
  - The Police za "Don’t Stand So Close to Me"
- Nagroda Grammy w 1981
  - Bob Seger & the Silver Bullet Band za Against the Wind
- Nagroda Grammy w 1980
  - Eagles za "Heartache Tonight"